# Allochernes peregrinus
Espèce
Allochernes peregrinus est une espèce de pseudoscorpions de la famille des Chernetidae.

## Distribution
Cette espèce se rencontre en Suède, en Allemagne, en Autriche, en Tchéquie, en Slovaquie, en Hongrie, en Pologne et en Azerbaïdjan. Elle a été introduite aux États-Unis au New Hampshire.

## Description
Les mâles mesurent de 1,35 à 1,66 mm et les femelles de 1,36 à 1,97 mm. Les protonymphes mesurent de 0,95 à 0,96 mm, les deutonymphes de 1,03 à 1,24 mm et les tritonymphes de 1,15 à 1,53 mm.

## Publication originale
- Lohmander, 1939 : Zwei neue Chernetiden der nordwesteuropäischen Fauna. Göteborgs Kungliga Vetenskaps- och Vitterhetssamhälles Handlingar, sér. 5B, vol. 6, no 11, p. 1-11.